# Stanisław Kot (1907–1988)

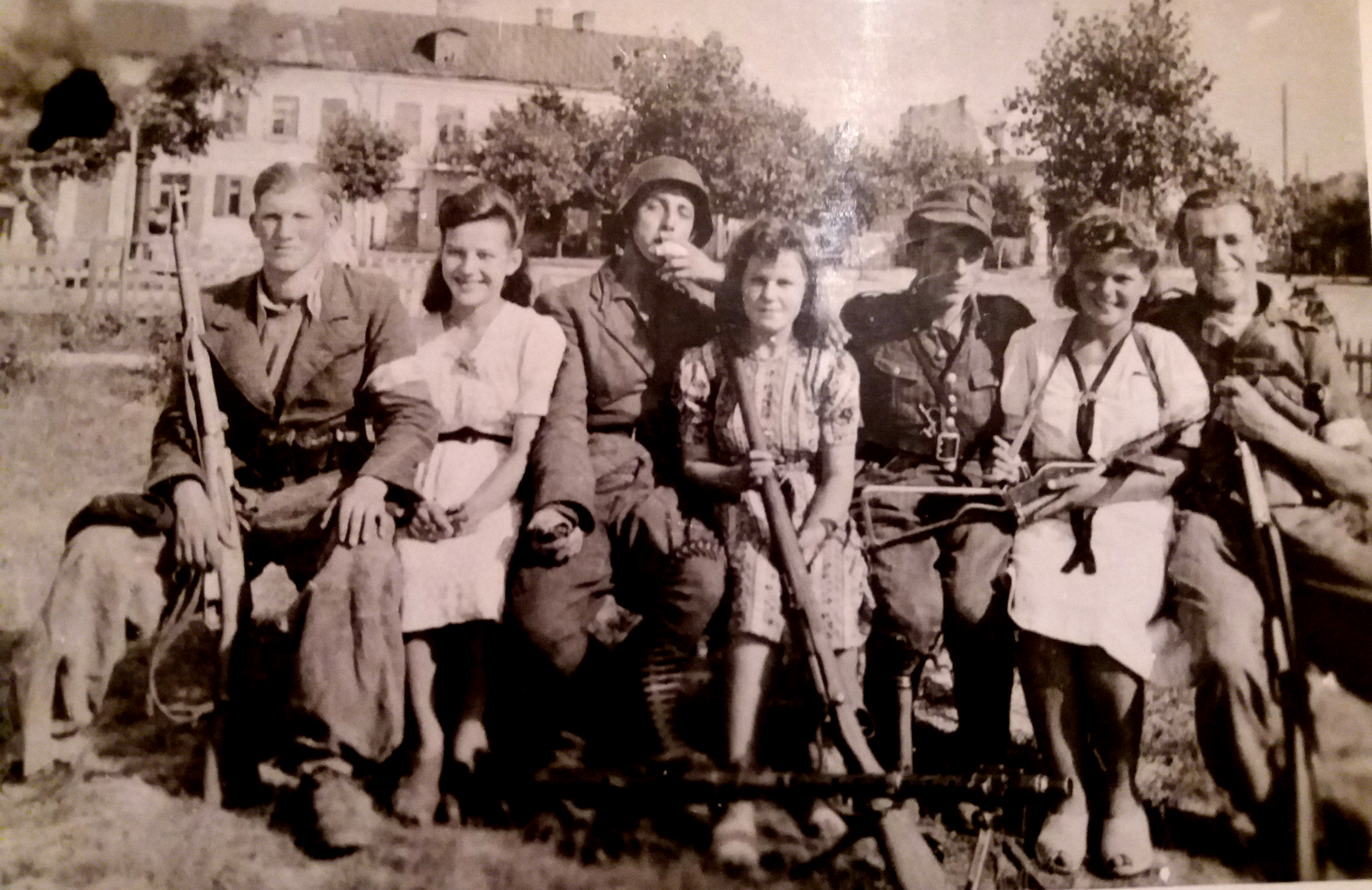
Oddział Batalionów Chłopskich mjr. Stanisława Kota

Stanisław Kot (ur. 20 kwietnia 1907 we wsi Stary Franciszków, zm. 16 października 1988 w Opolu Lubelskim) – polski rolnik, wojskowy i polityk, oficer organizacyjny Batalionów Chłopskich Okręgu IV Lublin, organizator ZMW RP „Wici”, przewodniczący Stronnictwa Ludowego „Roch” Puławy, po 1956 roku działacz ZSL.

## Życiorys
Urodził się 20 kwietnia 1907 roku we wsi Franciszków w województwie lubelskim. Ukończył szkołę podstawową we Franciszkowie oraz Technikum Rachunkowości Rolnej w Klementowicach. Mąż Władysławy z domu Adach (siostra pułkownika Jana Adacha ps. „Czer”, łączniczka Komendy Głównej Batalionów Chłopskich w Lublinie) oraz ojciec trójki dzieci: syna Franciszka i córek Pelagii i Bożeny. Już od najmłodszych lat był żywo zainteresowany życiem polityczno-społecznym. W 1924 roku zorganizował koło ZMW „Wici” we Franciszkowie i został wybrany na prezesa. Za jego kadencji dosyć znacznie rozwinęły się sztuki teatralne. Następnie powołał Związek Sąsiedzki z ZMW „Wici”, w skład tego związku wchodziły min. wsie: Franciszków, Mazanów, Kluczkowice, Wrzelowiec, Kluczkowie, Chruślanki Mazanowskie, Wandalin. W 1925 roku został aresztowany za agresywne przemówienia ludowe, jednak w 1936 został uniewinniony przez sąd rejonowy w Opolu Lubelskim. W 1934 roku po strajku przejął funkcję prezesa Zarządu Powiatowego SL na powiat puławski. W 1937 roku brał udział w Kongresie Krakowskim, podczas którego dla uczestników nadeszły życzenia pomyślności od bezimiennego generała, którym według Stanisława Kota był gen. Tokarzewski. 15 sierpnia 1938 roku w Opolu Lubelskim ogłosił strajk chłopski podczas święta „czynu chłopskiego”. Podczas tego wydarzenia na targowicy było ok. 10 tys. osób. Należał także do Wojewódzkiego Komitetu Strajkowego w Lublinie. Podczas II wojny światowej należał do Batalionów Chłopskich, do komórki likwidacyjnej. Do jego zadań należało min: likwidacja szpicli i konfidentów, dywersja wraz z oddziałem specjalnym Jana Jabłońskiego ps. „Drzazga” (wysadzanie pociągów itp.), otwarte walki, niszczenie donosów i list na przymusowe roboty do Niemiec, pomoc przesiedleńcom, redagowanie gazetek podziemnych.
Brał udział w akcji zatopienia niemieckiego statku Tannenberg na Wiśle, związany był także z akcją wysadzenia pociągu pod Gołębiem (1943 r.), uwolnieniem więźniów w Opolu Lubelskim (1943 r.) oraz walkami z Niemcami pod Kurowem i Mazanowem w 1944 r. Otrzymał stopień majora i został odznaczony po wojnie wieloma orderami. Po roku 1945 był napastowany przez Urząd Bezpieczeństwa za swoją partyzancką przeszłość. Jeszcze po wojnie pomagał wielu partyzantom dostarczając im broń, zapasy oraz wyrabiając im legitymacje członkowskie ZSL. Był osadzony przez funkcjonariuszy UB w więzieniu na Zamku w Lublinie, po 6 miesiącach z powodu braku ciężkich dowodów został zwolniony, jednak odebrano mu stopień majora oraz zakazano działalności politycznej. Był również posłem na sejm z list PSL-u, jednak odebrano mu mandat wskutek aresztowania. W 1956 roku ponownie wszedł w struktury PSL i do końca swego życia był czynnie zaangażowany w życie społeczne i polityczne. Był twórcą szkoły we Franciszkowie Starym. Uczestniczył w wielu odsłonięciach pomników na Lubelszczyźnie poświęconych poległym żołnierzom. Za swój trud włożony w działalność na terenie województwa lubelskiego został odznaczony medalem Zasłużony dla Lubelszczyzny. Zmarł 16.10.1988 w szpitalu w Opolu Lubelskim. Na pogrzebie było wielu ludzi związanych ze środowiskami PSL-u, Batalionów Chłopskich oraz zwykłych ludzi, którym postać Stanisława Kota nie była obca. Podczas pogrzebu nad jego grobem powiewały poczty sztandarowe ugrupowań związanych z PSL oraz Batalionami Chłopskimi. Spoczywa na cmentarzu w Opolu Lubelskim wraz ze swoją żoną Władysławą.

## Ordery i Odznaczenia
- Krzyż Walecznych
- Krzyż Partyzancki
- Złoty Krzyż Zasługi z Mieczami
- Złoty Krzyż Zasługi
- Krzyż Oficerski Orderu Odrodzenia Polski,
- Krzyż Kawalerski Orderu Odrodzenia Polski
- Medal 40-lecia Polski Ludowej
- Odznaka Pamiątkowa Batalionów Chłopskich
- Medal za Zasługi dla Ruchu Ludowego